# Antioco Sabaita
Antioco Sabaita (... – 630) è stato un monaco cristiano e teologo bizantino, venerato come santo dalla Chiesa cattolica e dalla Chiesa Cristiana Ortodossa.

## Agiografia
Antioco era originario di Medosaga, presso Ankara. Si fece monaco nella laura di San Saba, presso Betlemme.  
Ha composto un'antologia di citazioni bibliche e patristiche (Pandette delle Sacre Scritture) contenente fonti rare e che viene considerata come la prima opera di questo genere della letteratura monastica, e una confessione di fede (Exomologesis), relativi alla conquista persiana della Palestina del 614. 
Morì nel 630.

## Culto
La Chiesa cattolica lo ricorda alla data del 22 gennaio: non figura nel Martirologio Romano.